# Concepción Rodríguez
Concepción Rodríguez (nacida el 19 de septiembre de 1986 en Chepo, Panamá ) es una jugadora de béisbol profesional panameña. 

## Carrera
Rodríguez jugó en las Ligas Menores de Béisbol con los Mississippi Braves y en los Dunedin Blue Jays, en la Liga Mexicana del Pacífico jugó en la Mayos de Navojoa y en el Liga de Béisbol de Panamá jugó para Panamá Metro.

## Selección nacional
Rodríguez integró la selección nacional de béisbol de Panamá en el Clásico Mundial de Béisbol 2009, Copa Mundial de Béisbol de 2011 y Clasificatorio a los Juegos Panamericanos 2019.